# بوتتشيلي (لعبة)
بوتشيلي هي لعبة تخمين تتطلب من اللاعبين معرفة جيدة بتفاصيل السيرة الذاتية للأشخاص المشهورين. تحتوي اللعبة على العديد من المتغيرات ولكن الموضوع المشترك هو أن شخصًا واحدًا أو فريقًا يفكر في شخص مشهور ويكشف عن الحرف الأول من اسمه، ثم يجيب على أسئلة نعم/لا للسماح للاعبين الآخرين بتخمين الشخصية.

## اسم
جاء اسم اللعبة من لقب رسام إيطالي شهير: إسكندر بوتتشيلي، الذي يأتي جوابا لسؤال أصلي كمثل «هل رسمت صورة لقيام فينوس؟» (في إشارة للوحة لا نشيتا دي فنيري)، ذلك أن أي تخمين يجب أن يدور حول شخص معروف لدى المخمن قدر معرفته ببوتتشيلي.

## لعب مشابهة
- لعبة فرمتشيلي[1] التي تلعب بتخمين أسماء الأكلات بدل الأشخاص.
- لعبة براتيِسلافا[1] وتخمين أسماء الأماكن.
- مثل بوتتشيلي، لعبة بروتوزوا[1] (أو الأوالي بالعربية) المبنية على تخمين أسماء الكائنات الحية المصنفة في جميع الممالك.